# Jorge Aravena (színművész)
Jorge Aravena  (Lima, Peru, 1969. október 1. –) perui-venezuelai színész.

## Élete
Jorge Aravena 1969. október 1-én született. 1995-ben feleségül vette Yenny Martínezt, akitől három gyermeke született: Jorge Luis, Claudia Valentina és Luis Fernando. 2007-ben elváltak.

## Filmográfia

### Telenovellák
- Un camino hacia el Destino (2016) Pedro Pérez
- Mi corazón es tuyo (2014) Ángel Altamirano
- Porque el amor manda (Amit a szív diktál) (2012-2013)  Elías 'Eli', 'Chato' Franco
- Una familia con suerte (2011-2012)  Sebastián Bravo
- La que no podía amar (Megkövült szívek) (2011)  David Romo
- Zacatillo, un lugar en tu corazón (2010)  Gabriel Zárate Moreno
- Querida enemiga (Kedves ellenség) (2008)  Ernesto Mendiola Chávez
- Pobre millonaria (2008)  Luis Arturo Ramírez
- Las dos caras de Ana (2006-2007)  Santiago Figueroa
- Mi vida eres tú (2006)  Gabriel Alcázar
- Al filo de la ley (2005)  Andrés
- El amor las vuelve locas (2005)  Arnaldo
- Engañada  (2003)  Gabriel Reyes Bustamante
- Secreto de amor (2001)  Carlos Raúl Fonseca
- La revancha (A bosszú) (2000)  Reynaldo Arciniegas
- Girasoles para Lucía (1999)  Roberto Landaeta Santamaría
- Mujer secreta (Tiltott szerelem) (1999)  Sebastian Palacios
- Samantha (1998)  Rodolfo Villalobos
- Todo por tu amor (1997)  Cristóbal Pérez
- Pecado de amor (1995)  Fernando
- Sirena (1993)  Orbick
- Dulce enemiga (1995)  Manolo
- La loba herida (1992)  Cabrerito